# Harry Steier
Harry Steier (* 23. Januar 1878 in Frankfurt am Main; † 16. Januar 1936 in Berlin) war ein deutscher Opern- und Schlagersänger (Tenor).

## Leben
Harry Steier zeigte schon als Kind eine ungewöhnliche musikalische Begabung. Seit seinem 10. Lebensjahr erhielt er Gesangsunterricht; bereits mit 12 Jahren gab er sein erstes Solokonzert. Auf Druck seines Vaters begann er nach dem Ende seiner Schulzeit zunächst eine Lehre als Bautechniker und besuchte für einige Zeit aufgrund seines zeichnerischen Talents die Frankfurter Kunstgewerbeschule, doch erwies sich sein Drang zur Musik letztlich als zu ausgeprägt. Steier studierte am renommierten Raffschen Konservatorium in Frankfurt Gesang; nach Abschluss seines fünfjährigen Studiums war er zunächst selbst als Musikpädagoge tätig und leitete mehrere Chöre. Schon bald zog es ihn jedoch zur Bühne, wo er sich binnen kurzer Zeit einen ausgezeichneten Ruf als Wagner-Interpret und auch als Liedsänger erwarb. Seine Lieblingsrollen waren die Figuren des Mime in Wagners Siegfried, des David in den Meistersingern und des Jaquino in Fidelio, daneben auch alle Lortzingschen Buffopartien.
Sein erstes festes Engagement bekam Steier für die Spielzeit 1910–1911 am Stadttheater in Kiel. 1913–1914 sang er am Stadttheater in Bern, dann in Freiburg, Augsburg und seit 1916 am Deutschen Opernhaus in Berlin-Charlottenburg, zu dessen Stammensemble er viele Jahre lang gehören sollte. 1923 unternahm er eine USA-Tournee, die mehrere von Kritikern sehr positiv beurteilte Auftritte in der New Yorker Metropolitan Opera einschloss.
Auch beim Film hatte Steier einen Gastauftritt. 1918 wirkte er neben dem Tenor Jacques Bilk und der Sopranistin Grete Freund in der Verfilmung von Otto Nicolais Oper „Die lustigen Weiber von Windsor“ durch William Wauer mit, welche die Jakob Beck Film-KG als „Singfilm“ nach dem Beck-Patent produzierte. Dabei wurde die Vorführung live durch ein Gesangsensemble und die Kinokapelle begleitet.
Zwischen Oktober 1923 und Mai 1924 besang er für die Victor Co. in Camden und New York eine Reihe von Schallplatten in deutscher Sprache mit Liedern aus Operette und Volksgut.
In den Folgejahren sang Steier mehrfach als Gast bei den Bayreuther Festspielen; 1928 unternahm er eine längere Gastspielreise durch Südamerika.

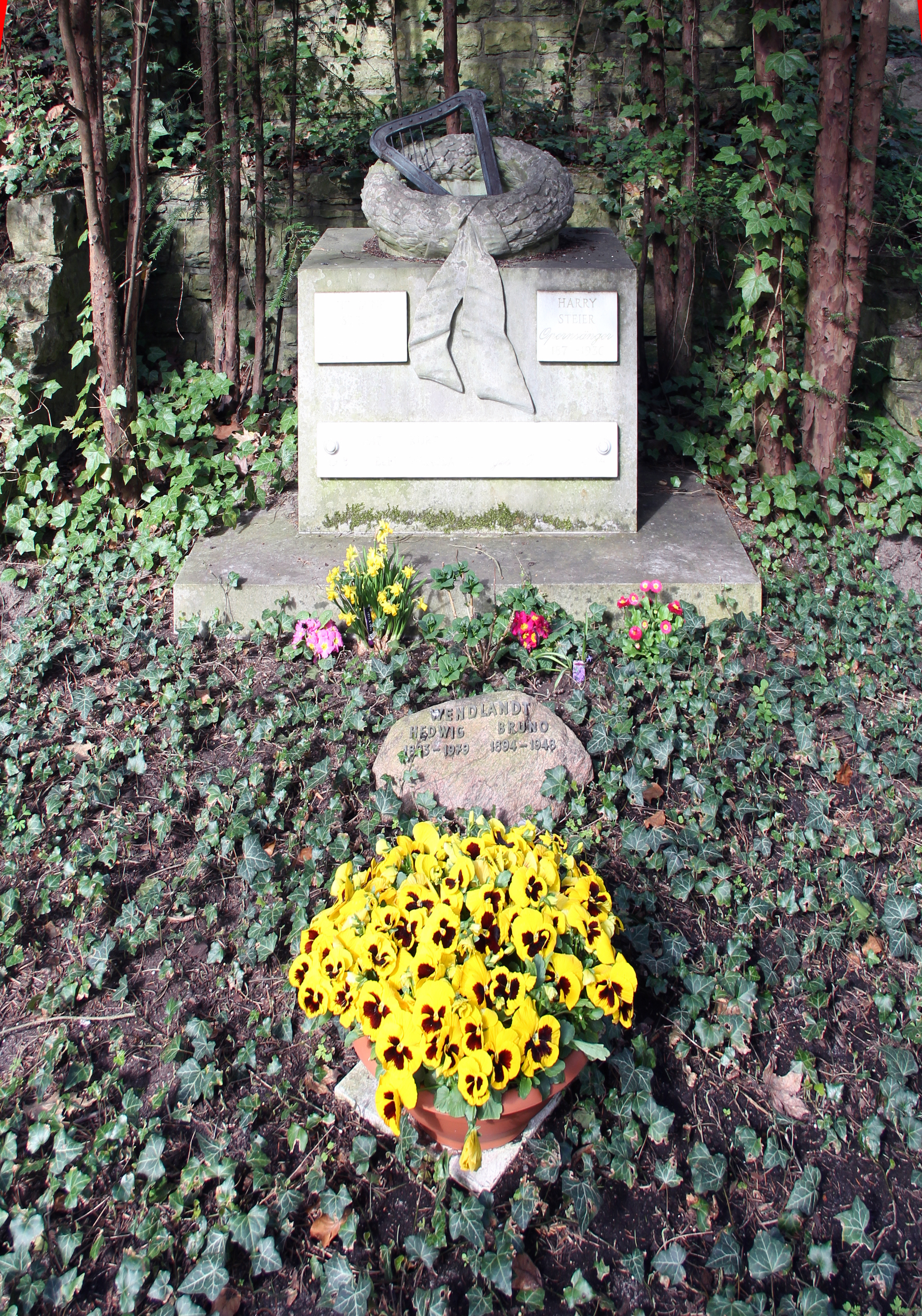
Grab von Harry Steier auf dem Friedhof Heerstraße in Berlin-Westend

In seinen letzten Lebensjahren beschäftigte sich Steier intensiv mit dem deutschsprachigen Volkslied. Bei der Carl Lindström AG nahm er für die Labels Beka und Odeon weit über 100 Schallplatten mit Volkslieddarbietungen auf, wobei er zugunsten einer möglichst originalgetreuen Umsetzung der sorgfältig recherchierten historischen Texte und Melodien auf das in seiner Zeit übliche gesangliche Pathos weitgehend verzichtete. Seinem Fleiß ist es zu verdanken, dass viele alte Volkslieder der Nachwelt in authentischen Interpretationen erhalten blieben.
Im Jahre 1933 versuchte er, sich den neuen Machthabern anzubiedern. Sein Lied Adolf Hitlers Lieblingsblume ist das schlichte Edelweiß wurde von den Nationalsozialisten zunächst freudig begrüßt, allerdings bereits 1939 als „nationaler Kitsch“ aus dem Verkehr gezogen.
Harry Steier starb, eine Woche vor seinem 58. Geburtstag, am 16. Januar 1936 in Berlin. Sein Grab befindet sich auf dem landeseigenen Friedhof Heerstraße in Berlin-Westend (Grablage: 12-B-19/20). Beim Grabdenkmal handelt es sich um ein gesockeltes Postament, das von einem Lorbeerkranz mit Lyra bekrönt wird.